# Cuges-les-Pins
Cuges-les-Pins település Franciaországban, Bouches-du-Rhône megyében. Lakosainak száma 5949 fő (2022. január 1.). Cuges-les-Pins Gémenos, Roquefort-la-Bédoule, Le Castellet, Plan-d’Aups-Sainte-Baume, Riboux és Signes községekkel határos.

## Népesség
A település népességének változása:
| Lakosok száma | 1433 | 1875 | 2655 | 4589 | 4947 | 5007 | 5080 | 5244 | 5380 | 5949 |
|               | 1968 | 1982 | 1990 | 2006 | 2013 | 2015 | 2017 | 2019 | 2020 | 2022 |